# Indianapolis 500 1984

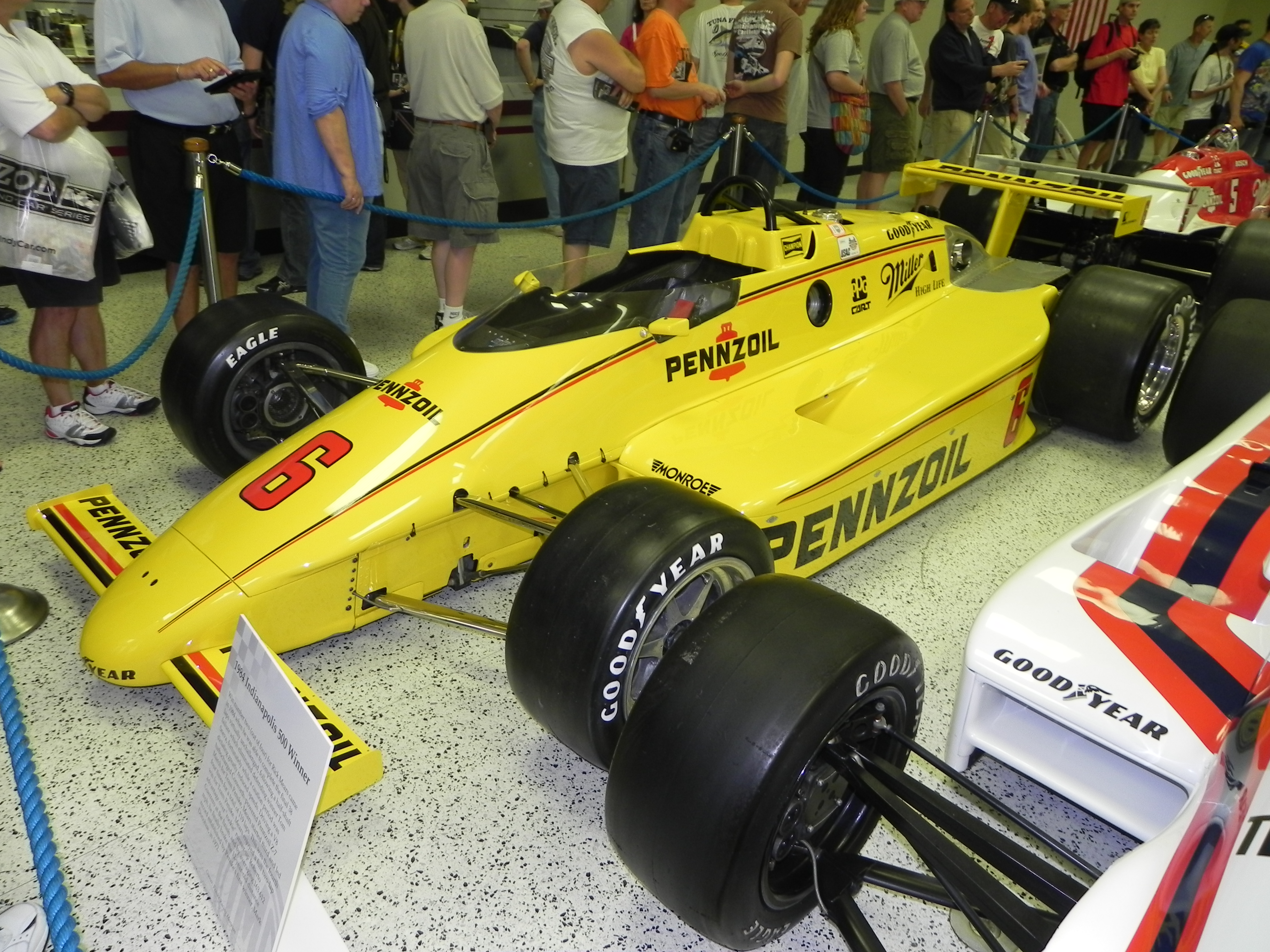
Das Siegerauto von 1984 des Team Penske

Das 68. Indianapolis 500 (offiziell 68th Running of the Indianapolis 500) auf dem Indianapolis Motor Speedway fand am 27. Mai 1984 statt und ging über eine Distanz von 200 Runden à 4,023 km, was einer Gesamtdistanz von 804,672 km entspricht.

## Startaufstellung
| Reihe | Innen                 | Mitte                      | Außen                  |
| ----- | --------------------- | -------------------------- | ---------------------- |
| 1     | 1 – Tom Sneva         | 41 – Howdy Holmes          | 6 – Rick Mears         |
| 2     | 99 – Michael Andretti | 20 – Gordon Johncock       | 3 – Mario Andretti     |
| 3     | 9 – Roberto Guerrero  | 18 – Geoff Brabham         | 28 – Herm Johnson      |
| 4     | 2 – Al Unser          | 25 – Danny Ongais          | 14 – A. J. Foyt        |
| 5     | 77 – Tom Gloy         | 33 – Teo Fabi              | 7 – Al Unser jr.       |
| 6     | 21 – Al Holbert       | 16 – Tony Bettenhausen jr. | 5 – Bobby Rahal        |
| 7     | 35 – Patrick Bedard   | 22 – Dick Simon            | 10 – Pancho Carter     |
| 8     | 40 – Chip Ganassi     | 47 – Emerson Fittipaldi    | 55 – Josele Garza      |
| 9     | 57 – Spike Gehlhausen | 37 – Scott Brayton         | 98 – Kevin Cogan       |
| 10    | 30 – Danny Sullivan   | 61 – Derek Daly            | 84 – Johnny Rutherford |
| 11    | 4 – George Snider     | 50 – Dennis Firestone      | 73 – Chris Kneifel     |

## Klassifikationen

### Endergebnis
| Pos. | Nr. | Name                   | Chassis | Motor    | Zeit/Rückstand       | Start | Qualifikation ø 4 Rd. mph |
| ---- | --- | ---------------------- | ------- | -------- | -------------------- | ----- | ------------------------- |
| 1    | 6   | Rick Mears (W)         | March   | Cosworth | 200                  | 3     | 207,847                   |
| 2    | 9   | Roberto Guerrero (R)   | March   | Cosworth | 198                  | 7     | 205,717                   |
| 3    | 2   | Al Unser (W)           | March   | Cosworth | 198                  | 10    | 204,441                   |
| 4    | 21  | Al Holbert (R)         | March   | Cosworth | 198                  | 16    | 203,016                   |
| 5    | 99  | Michael Andretti (R)   | March   | Cosworth | 198                  | 4     | 207,805                   |
| 6    | 14  | A. J. Foyt (W)         | March   | Cosworth | 197                  | 12    | 203,860                   |
| 7    | 5   | Bobby Rahal            | March   | Cosworth | 197                  | 18    | 202,230                   |
| 8    | 28  | Herm Johnson           | March   | Cosworth | 194                  | 9     | 204,618                   |
| 9    | 25  | Danny Ongais           | March   | Cosworth | 193                  | 11    | 203,978                   |
| 10   | 55  | Josele Garza           | March   | Cosworth | 193                  | 24    | 200,615                   |
| 11   | 4   | George Snider          | March   | Cosworth | 193                  | 31    | 201,861                   |
| 12   | 50  | Dennis Firestone       | March   | Cosworth | 186                  | 32    | 201,217                   |
| 13   | 41  | Howdy Holmes           | March   | Cosworth | 185                  | 2     | 207,977                   |
| 14   | 77  | Tom Gloy (R)           | March   | Cosworth | 179                  | 13    | 203,758                   |
| 15   | 73  | Chris Kneifel          | Primus  | Cosworth | 175 (Antrieb)        | 33    | 199,831                   |
| 16   | 1   | Tom Sneva (W)          | March   | Cosworth | 168 (Aufhängung)     | 1     | 210,029                   |
| 17   | 3   | Mario Andretti (W)     | Lola    | Cosworth | 153 (Frontflügel)    | 6     | 207,466                   |
| 18   | 37  | Scott Brayton          | March   | Buick    | 150 (Aufhängung)     | 26    | 203,637                   |
| 19   | 10  | Pancho Carter          | March   | Cosworth | 141 (Motor)          | 21    | 201,820                   |
| 20   | 98  | Kevin Cogan            | Eagle   | Pontiac  | 137 (Defekt)         | 27    | 203,622                   |
| 21   | 7   | Al Unser jr.           | March   | Cosworth | 131 (Wasserpumpe)    | 15    | 203,404                   |
| 22   | 84  | Johnny Rutherford (W)  | March   | Cosworth | 116 (Motor)          | 30    | 202,062                   |
| 23   | 22  | Dick Simon             | March   | Cosworth | 112 (Defekt)         | 20    | 201,835                   |
| 24   | 33  | Teo Fabi               | March   | Cosworth | 104 (Defekt)         | 14    | 203,600                   |
| 25   | 20  | Gordon Johncock (W)    | March   | Cosworth | 103 (Unfall)         | 5     | 207,545                   |
| 26   | 16  | Tony Bettenhausen jr.  | March   | Cosworth | 86 (Motor)           | 17    | 202,814                   |
| 27   | 61  | Derek Daly             | March   | Cosworth | 76 (Aufhängung)      | 29    | 202,443                   |
| 28   | 40  | Chip Ganassi           | March   | Cosworth | 61 (Motor)           | 22    | 201,612                   |
| 29   | 30  | Danny Sullivan         | Lola    | Cosworth | 57 (Felgenbruch)     | 28    | 203,567                   |
| 30   | 35  | Patrick Bedard         | March   | Buick    | 55 (Unfall)          | 19    | 201,915                   |
| 31   | 57  | Spike Gehlhausen       | March   | Cosworth | 45 (Unfall)          | 25    | 200,478                   |
| 32   | 47  | Emerson Fittipaldi (R) | March   | Cosworth | 37 (Ölpumpe)         | 23    | 201,078                   |
| 33   | 18  | Geoff Brabham          | March   | Cosworth | 1 (Kraftstoffzufuhr) | 8     | 204,931                   |

(W)=früherer Gewinner / (R)=Rookie / alle Starter auf Goodyear-Reifen / Gelbphasen: 5 für 39 Rd.

## Führungsrunden
| Fahrer         | Team               | Anzahl |
| -------------- | ------------------ | ------ |
| Rick Mears     | Team Penske        | 119    |
| Tom Sneva      | Mayer Motor Racing | 31     |
| Mario Andretti | Newman/Haas Racing | 29     |
| Teo Fabi       | Forsythe Racing    | 14     |
| Al Unser jr.   | Galles Racing      | 4      |
| Danny Ongais   | Interscope Racing  | 3      |